# ミルクセーキ

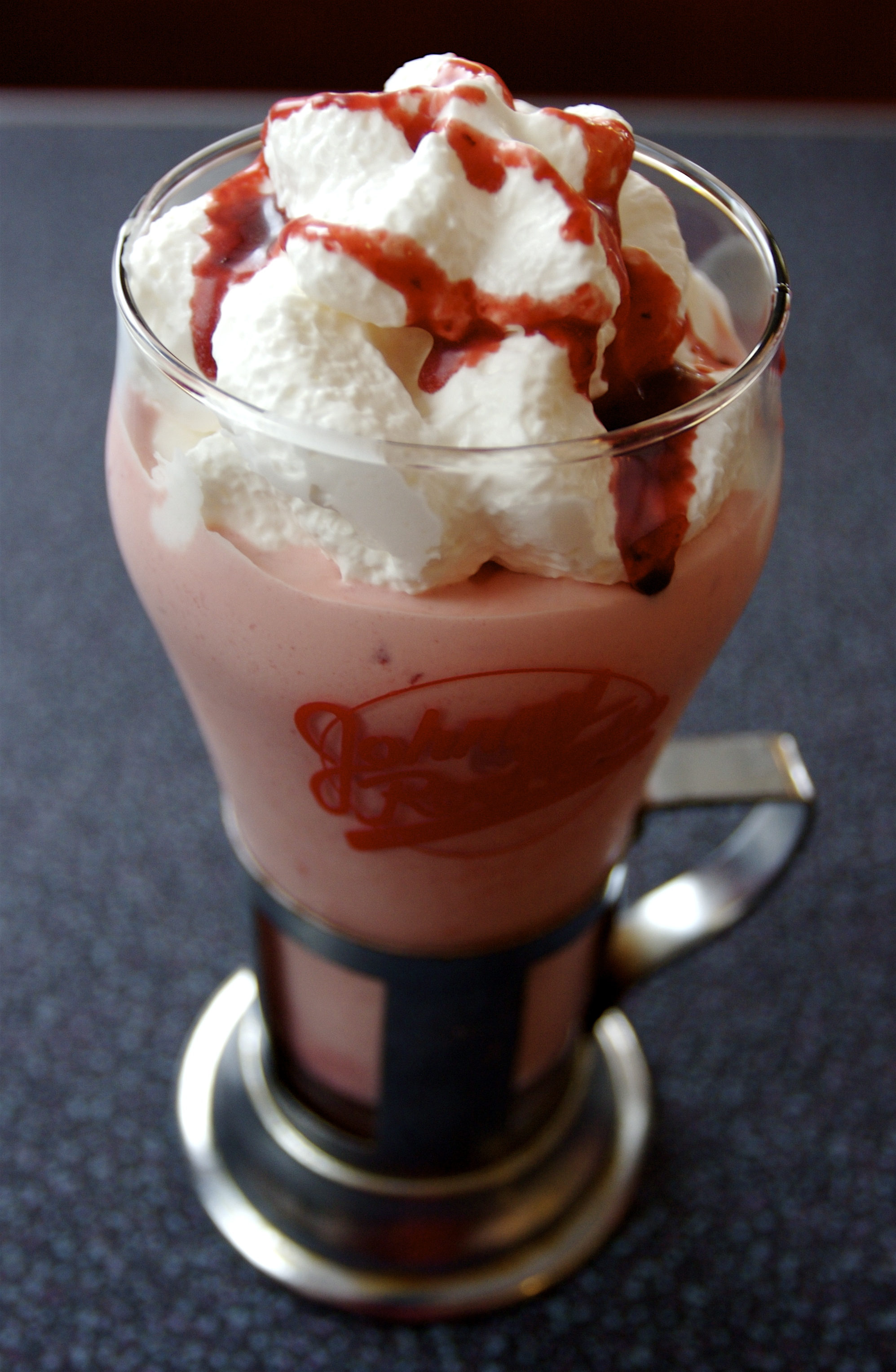
ストロベリー（イチゴ）のミルクセーキ

ミルクセーキ（英語: milk shakeミルク・シェイク、milkshakeミルクシェイクまたは単にshakeシェイク）は、牛乳、アイスクリーム、バタースコッチ、キャラメルソース、チョコレートシロップ、フルーツシロップ、ホールフルーツなどの調味料や甘味料をブレンドして、冷たい飲み物にした乳飲料の種類である。牛乳ではなく、アーモンドミルク、ココナッツミルク、豆乳などの植物性ミルクなどをベースにして作られることもある。
ミルクセーキは20世紀初頭にアメリカで考案され、その後ミルクシェイクマシーンや電気ミキサーの導入により人気が高まった。アイスクリームショップは若者の出会いの場であり、ミルクセーキは若者の大衆文化によく見られるようになった。

## 名称
アイスクリームを使ったミルクシェイクと、その他のさまざまな種類のフレーバーミルクとの違いを表す用語は、地域によって異なる。アイスクリームをベースにしたミルクシェイクは、それと区別するために「シック・シェイク（thick shake、濃いシェイクの意）」と呼ばれることがある。ニューイングランド地方やカナダ東部の一部では、「フラッペ（frappe; [fræp] FRAP）」という名称が使われており、特にロードアイランド州では、コーヒーキャビネットのように「キャビネット（cabinet）」と呼ばれることがある。粉末状である麦芽乳（英語ではmalted milk、モルテッド・ミルク）を加えたミルクシェイクは、「モルト（malt）」の名で呼ばれることがあり、また、ファーストフードチェーンのカルバーズが提供するような、逆さにしてもこぼれないほど濃厚なミルクシェイクは、「コンクリート（concrete）」という名称で知られている。
いくつかの法的管轄区域では、「ミルクシェイク」と呼べるための法的要件が規定されており、例えば乳脂肪分や無脂乳固形分の含有率が定められている場合がある。そのため、多くの飲食店では自社製品を「ミルクシェイク」とは呼ばず、単に「シェイク」と呼ぶことが一般的である。特に多くのファーストフードチェーンの発祥の地であるアメリカ合衆国では、ミルクシェイクに関する食品規制や法的基準は連邦レベルではなく州レベルで制定されており、チェーンの場合、「ミルクシェイク」の名称を使用するためには、事業展開をしている複数州全ての規制を満たす製品を開発したり州ごとに違った製品を提供する必要があり、そのような規制やロジスティクス上の煩雑さを避けるため、規制対象となる「ミルクシェイク」の表示・表現を使わず、単にシェイクという名称や独自の名称を採用している。さらには、前述のようにニューイングランド地方ではアイスクリーム入りのシェイクはフラッペという呼称で知られているが、アイスクリームの入らないミルク・ベースのシェイクを指す場合はミルクシェイクと呼び、この呼称と含有材料の違いも同地方のおおむねの州の法令で規定されており、地域によって商業的に提供するアイスクリーム入りのシェイクを合法的にミルクシェイクと呼べない事情も存在する。マクドナルドのようにシェイクのベースを主に低脂肪のソフトクリームとしている場合、複数の州でミルクシェイクの基準が満たせない可能性もある。よって「ミルクシェイク」という表現を使用していないファーストフードチェーンには、マクドナルド（製品名は「マックシェイク」）、ウェンディーズ（製品名は「フロスティ」）、バーガーキング、デイリークイーン、デルタコ、シェイク・シャック、ソニック・ドライブインなどがある。
日本では、英語のmilk shakeの発音由来だがカタカナによる表記揺れによってミルクシェイク、ミルクシェーキ、ミルクシェークに加えて、ミルクを省略したシェイク、シェーキ、シェークや、さらには和製英語のミルクセーキという名称がみられる。

## 歴史

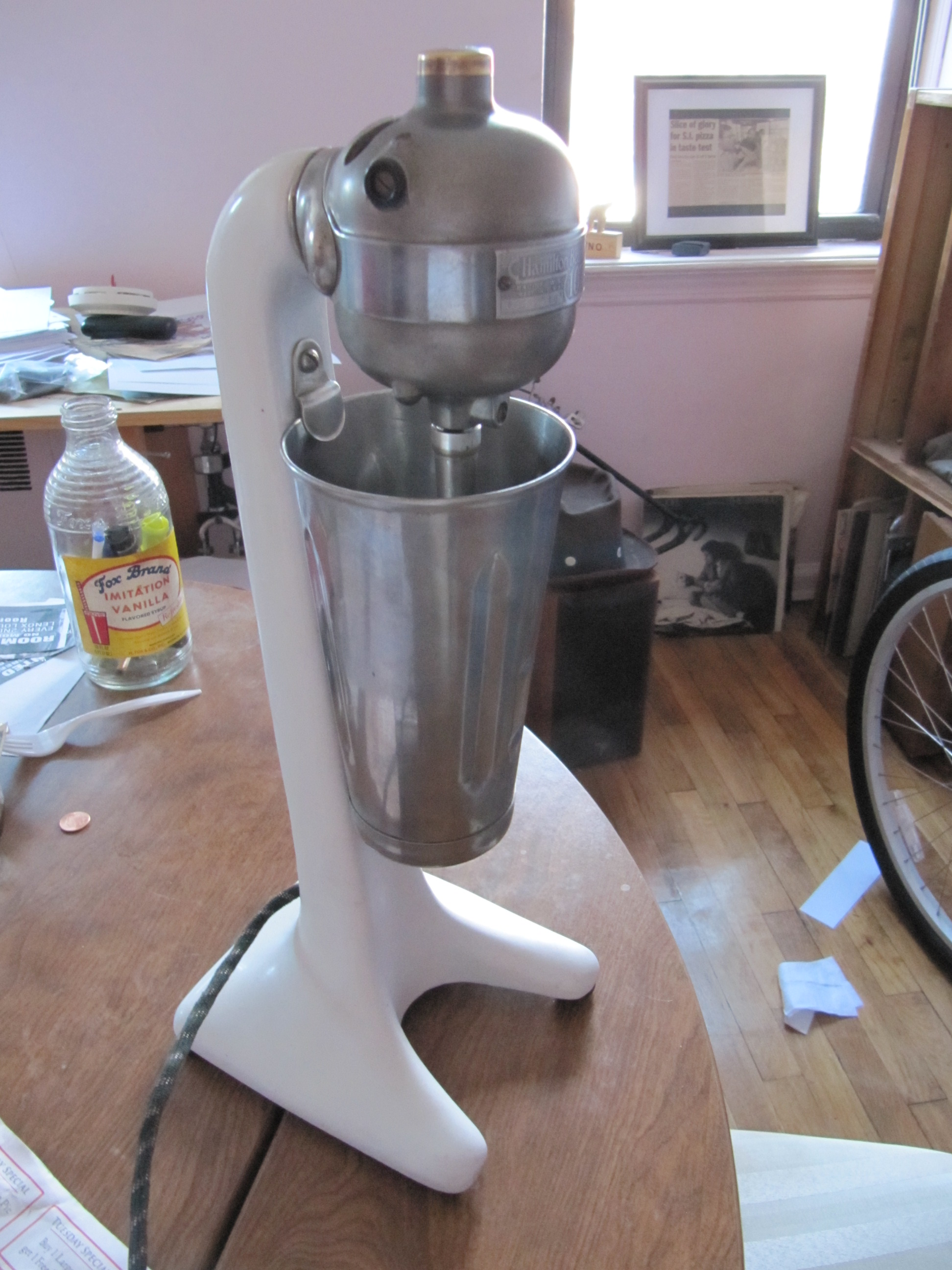
1911年に販売開始された「ドリンクミキサー」という名の電動ミルクシェイクマシーンによって、さまざまなフレーバーのシェイクの準備が容易になった。

「ミルクシェイク」という言葉が初めて印刷物に登場したのは1885年のことで、ミルクシェイクは生クリーム、卵、ウイスキーを使ったアルコール飲料を指しており、「滋養があり体によいエッグノッグ・タイプの飲料で、強壮剤としてもお楽しみ（ごちそう）としても提供されていた」と記されていた。しかし1900年初頭頃には、この言葉は麦芽乳と、チョコレート、ストロベリー、バニラといった風味がついたシロップを使った飲み物を指すように置き換わった。1922年までには、ウォルグリーンが既に人気を博していた牛乳、チョコレートシロップ、麦芽粉乳で作られていたモルト・ミルクに、新たにアイスクリームを加えたシェイクの宣伝を始めるとこの飲料は大人気を博し、「新しいおやつとしてアイスクリーム入りのミルクシェイクを求める人々」が現れ始めた。1930年代までには、ミルクシェイクはモルトショップ（当時の典型的なソーダファウンテン）で人気の飲み物となり、そこは「学生たちのたまり場、交流の場」として使われるようになった。
また、電動ミキサー、モルト・ミルク飲料、そしてミルクシェイクの歴史は、互いに密接に関連している。電動ブレンダーが広く普及する以前、ミルクシェイク系の飲み物は、エッグノッグのようなものか、砕いた氷と牛乳、砂糖、香料を手で振って（シェイクして）混ぜたものがメインだった。1911年に米キッチン家電メーカーのハミルトンビーチ社が「サイクロンドリンクミキサー」という名の卓上据え置き型の電動ミルクシェイクマシーンを開発し、ミルクシェイクのブレンドを容易かつ迅速に行えるようになった。1922年、スティーブン・ポプラウスキーは、ミルクセーキを作る際にも時々使われる底部モーター式のブレンダーを発明した。この時代のミルクシェイクの多くには麦芽紛乳が加えられていたが、その粉は冷たい液体とともに攪拌されると固まってダマになりやすい性質を持っていたが、ブレンダーの発明によってその懸念が解消されたほか、手でシェイクした場合アイスクリームを均等に液体状の材料と均等に混ぜ合わせることに手間がかかっていたがその懸念も消え、高まるアイスクリーム入りのミルクシェイクの需要に答えたほか、ミルクシェイクはホイップされ、空気を含み、泡立ちのある現代的な形になり始めた。

## 作り方
シェイクの製法はいくつかある。
- シェイカーを用いて作る方法
- ミルクシェイクマシーン（英語版）を用いて作る方法
- ミキサーを用いて作る方法
- 泡だて器とボウルを用いて作る方法

いずれの方法でも、材料（種類によって違うので後述）を攪拌して作る。また、冷やして飲むために氷と一緒に攪拌することもある（この場合、氷の融解を計算に入れ、牛乳を用いずに練乳を用いることもある）。

## 種類

### フレンチスタイルとアメリカンスタイル
牛乳、卵黄、砂糖、バニラエッセンスを混ぜて作るものは「フレンチスタイル」と呼ばれる。牛乳を用いずに、コンデンスミルクと細かく砕いた氷（クラッシュアイス）を用いる場合もある。
牛乳、アイスクリーム、バニラエッセンス、チョコレートシロップや果物のシロップを混ぜて作るものは「アメリカンスタイル」と呼ばれており、こちらはシェーキ（シェーク、シェイク）とも呼ばれる。ファーストフード店などにおいて「○○シェイク」とも提供されているものは、これである。アイスクリームの分量が牛乳よりもはるかに多いため、半ば凍った状態で供されることが多く、フレンチスタイルのミルクセーキよりもカロリーが高い。

### その他
他に、チョコレートやストロベリー（イチゴ）など（それらを原料としたシロップなどの場合もある）を配合することで味付けされたものも飲まれている。また、卵黄だけではなく全卵を用いる作り方も知られている。牛乳を温めて作られるものは、ホットミルクセーキと呼ばれる。

## カクテルとして
エタノールを含まないノンアルコールカクテルの1つとして作られる。上記にもある通り、日本ではなまってミルクセーキと呼ばれるようになったので、バーでもミルクセーキと呼ばれる。元々はバーテンダーなどがシェーカーでシェークして作っていたためにShakeと付くものの、現在ではミキサーで作るようになった。

### 標準的なレシピ
- 牛乳 ＝ 120ml
- 砂糖 ＝ 2tsp
- 鶏卵（全卵） ＝ 1個
- バニラエッセンス ＝ 数滴
- クラッシュド・アイス（砕いた氷） ＝ 適量

### 作り方
ミキサーに、牛乳、砂糖、鶏卵（全卵）を入れ、そこに適量のクラッシュドアイスを加えて混ぜる。それをゴブレット（容量300ml程度）に注げば完成である。

## 長崎市のミルクセーキ

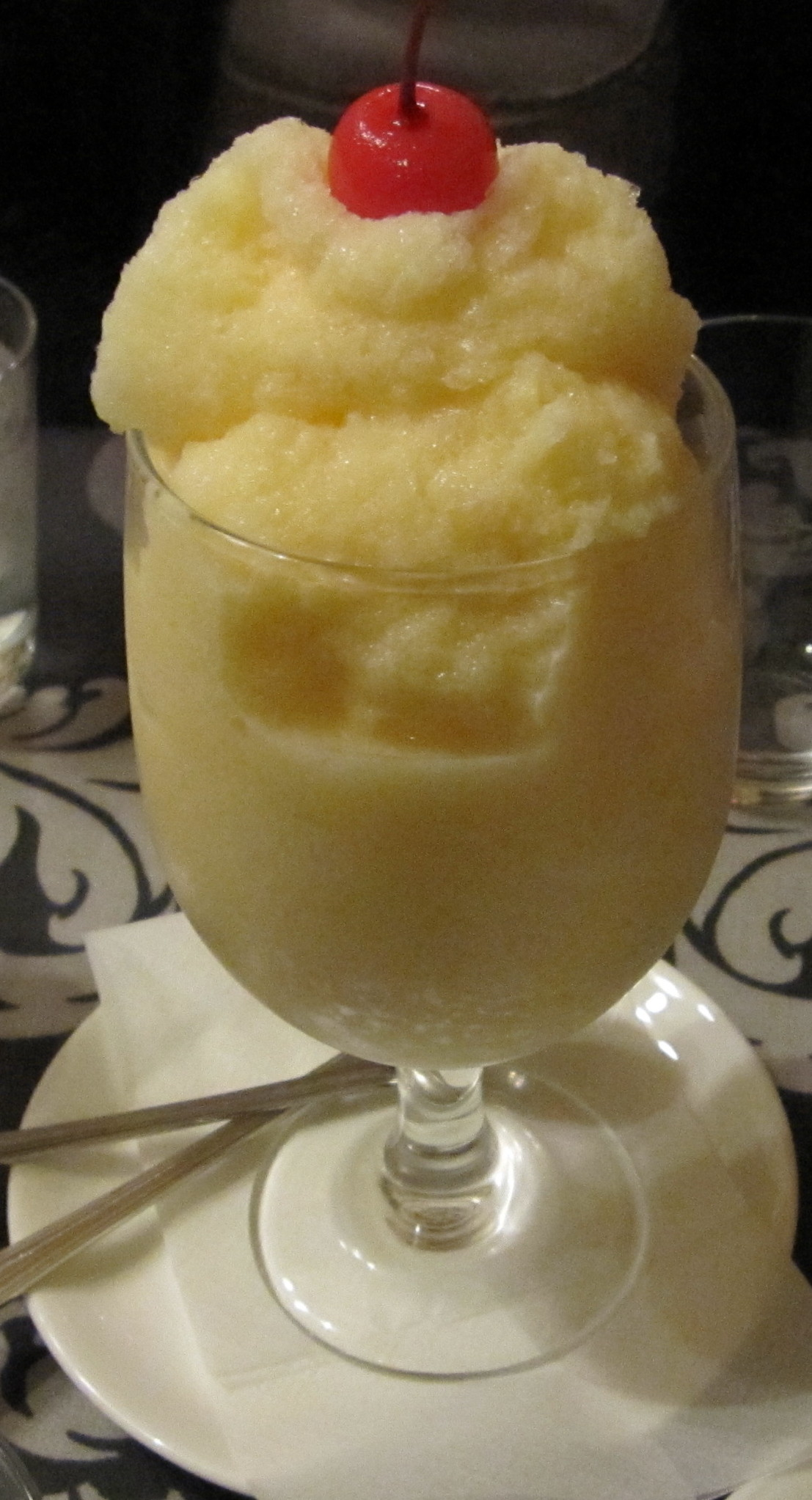
ツル茶んの長崎風ミルクセーキ

長崎市では、ミルクセーキは卵、砂糖、練乳にかき氷を入れてシャーベットにした食べ物である。そのため、「食べるミルクセーキ」とも呼ばれている。市内にある九州最古の喫茶店「ツル茶ん」が考案したもので、暑い夏に涼めるように開発されたものである。

## 主な市販品

### 現行商品

#### 缶飲料
- ダイドー - 【コクグランタイム】濃厚リッチミルクセーキ
- 宝積飲料 - パレード ミルクセーキ（広島と岡山・東京・大阪の一部の100円自販機で見かけることが多い）

#### ペットボトル飲料
- サンガリア - こだわりのミルクセーキ

#### ファストフード
- マクドナルド - マックシェイク
- ロッテリア - ロッテシェーキ
- モスバーガー - モスシェイク
- ミスタードーナツ - リッチシェイク

### 製造販売終了商品
- 永谷園 - 当初はバナナ・いちご・メロンの3種類が発売され、後にココアが加わった。
- 旧ビーボフーズ - 1981年発売。倒産により、発売中止。
- 大塚食品 マイクロマジックシェイク - アメリカンスタイルの冷凍ミルクセーキ。電子レンジで解凍して飲むのが大きな特徴。
- ダイドー - 【復刻堂】森永ミルクキャラメルセーキ、こんがりミルクセーキ<宇宙の大冒険>
- ポッカコーポレーション - ちょっと贅沢なミルクセーキ
- カルピス - ほっとミルクセーキ